# José Sanchis Pertegás
José Sanchis Pertegás (València, 1841-1916) fou un metge i polític valencià, president de la Diputació de València i alcalde de València durant la restauració borbònica. Es va llicenciar en medicina el 1863 a la Universitat de València, i es va doctorar el 1865 a la Universitat Central de Madrid. Va treballar com a professor a la Universitat de València i com a metge de la beneficència de l'ajuntament de Madrid i de l'Hospital de Nuestra Señora de Atocha. Des del pronunciament de Sagunt de desembre de 11874 va militar al Partit Conservador i fou designat regidor de l'ajuntament de València i director de l'Hospital Provincial. En fou alcalde de juliol de 1890 a març de 1891, i durant el seu mandat hagué de fer front a una epidèmia de còlera. També fou diputat a la Diputació de València pel districte Alzira-Alberic el 1889-1890 i el 1903-1906, i fins i tot en serà president. El 1899 fou governador civil interí de València.